# Dilaudid-atropin
Dilaudid-atropin är ett bedövande och kramplösande kombinationspreparat av morfinderivatet hydromorfon och atropin. Blandningen är narkotikaklassad. Det finns i ampuller och används vid svåra smärttillstånd med eller utan kramp i musklerna.